# Roberto Croharé
Roberto Croharé fue un actor argentino de cine y teatro.

## Carrera
Croharé fue un actor de teatro que hizo varias participaciones tanto en las tablas como en la pantalla grande a los años 1950 y 1960. Fue pariente cercano del actor y poeta argentino Juan Carlos Croharé.
Trabajó en las películas Como yo no hay dos en 1952, con dirección de Kurt Land, junto al genial Pepe Iglesias; La Quintrala, doña Catalina de los Ríos y Lisperguer (1955), dirigida por Hugo del Carril, con Antonio Vilar y Ana María Lynch; y Del brazo y por la calle, de la mano de Enrique Carreras en 1966, con Rodolfo Bebán y Evangelina Zalazar. Su última aparición fue en la película Los días calientes de Armando Bó, junto con la diva Isabel Sarli.

## Filmografía
- 1952: Como yo no hay dos.
- 1955: La Quintrala, doña Catalina de los Ríos y Lisperguer
- 1966: Del brazo y por la calle.
- 1966: Los días calientes.

## Teatro
- Platuda y de abolengo (1944), obra de Antonio Botta y Marcos Bronenberg, presentada en el Teatro Apolo con Carlos Betoldi, Elda Dessel, Malvina Pastorino, Tomás Simari, María Turgenova, Carlos Ugarte, Antonia Volpe y Alfredo Mileo.[2]
- La borrachera del tango (1947), con la Compañía Argentina de Espectáculos Cómicos Gregorio Cicarelli - Leonor Rinaldi - Tito Lusiardo - Juan Dardés.
- ¡Han robado un millón! (1947).[3]
- La verbena de la paloma (1965/1966).[4]